# Игдир
Игдир (тур. Iğdır, јерм. Իգդիր) је главни град истоименог вилајета на североистоку Турске. У граду живи око 75.927 становника. Карс се налази 20 километара западно од границе са Јерменијом.

## Демографија
| 1970.  | 1980.  | 1990.  | 2000.  |
| ------ | ------ | ------ | ------ |
| 21.420 | 24.352 | 35.858 | 59.900 |

## Градови побратими
- Шамахи -  Азербејџан
- Шарур -  Азербејџан

## Галерија
- Поглед на град Игдир
- Поглед на травнату равницу Игдир
- Поглед на центар града Игдира
- Споменик овцама у Игдиру